# Tudor Vladimirescu (okręg Călărași)
Tudor Vladimirescu – wieś w Rumunii, w okręgu Călărași, w gminie Perișoru. W 2011 roku liczyła 747 mieszkańców.